# Créhen
Créhen (tiếng Breton: Krehen, Gallo: Qerhen) là một xã của tỉnh Côtes-d'Armor, thuộc vùng Bretagne, tây bắc Pháp.

## Dân số
Người dân ở Créhen được gọi là Créhennais.